# Бай Джібі Фалль
Бай Джібі Фалль (фр. Baye Djiby Fall; нар. 20 квітня 1985, Тієс, Сенегал) — сенегальський футболіст, нападник, виступає за «Гройтер».

## Кар'єра
Бай Джібі Фалль народився в місті Тьєс, розташованому в 110 км від столиці Сенегалу — Дакару. У 9 років він втратив батька. У Джібі 4 брати і сестра, він наймолодший у сім'ї. Почав грати у футбол вже у дитячому садку, наслідуючи приклад своїх братів. Коли Фаллю було 12 років, мати відвела його в футбольну школу «Снепс де Тьєс», в якій він грав протягом 6 років. У травні 2003 року він перейшов у «Осер», у юнацькій академії якого він грав 2 роки. У юнацькій команді «Осера» він грав з такими гравцями як Юнес Кабулі і Абу Діабі. За ці два роки Джібі забив 26 голів. Після цього грав за аматорські клуби четвертого французького дивізіону «Бург Перронас» (2-3 місяці) і «Вітре» (близько 5 місяців).
У 2006 році підписав професійний контракт з данським «Раннерсом» грає в вищому дивізіоні Данії.
27 липня 2006 року в данському клубі Джібі дебютував у єврокубках, вийшовши у стартовому складі в матчі першого відбіркового етапу кубка УЄФА проти ісландського «Акранеса», був замінений на 46 хвилині. 10 серпня Фалль на 59 хвилині забив перший гол у єврокубках у домашньому матчі 2 відбіркового етапу кубка УЄФА проти литовського «Каунаса». Цим м'ячем Джібі відкрив рахунок в матчі, який закінчився перемогою данців з рахунком 3:1. У цій єврокубковій компанії «Раннерс» дійшов до 1 кола, де поступився турецькому «Фенербахче» за сумою двох матчів 1:5; Джібі зіграв 4 матчі з 6, в яких забив двічі (свій другий м'яч Фалль забив у ворота «Фенербахче»). Після досить успішного сезону в Данії, протягом якого Джібі забив 26 голів в 39 іграх, Фалль перейшов у «Аль-Айн» з ОАЕ. Через рік, в січні 2008 року гравець повертається в Данію, уклавши контракт з клубом «Оденсе» з однойменного міста.
У сезоні 2007-08 за «Оденсе» забив 7 м'ячів у 11 іграх, один раз — 4 квітня 2008 року, у грі з «Люнгбю» — зробив хет-трик. За підсумками сезону 2007-08 був визнаний найкращим гравцем чемпіонату Данії. У сезоні 2008-09 двічі (липні/серпні та вересні) визнавався найкращим гравцем місяця, у жовтні став другим при визначенні найкращого гравця місяця. Провів 4 гри в кубку Інтертото 2008, в яких відзначився тричі (усі три голи забив у ворота фінського ТПС). У грудні 2008 року гравцем цікавився амстердамський «Аякс», розглядаючи його як можливу заміну пішов у мадридський «Реал» Клас-Яну Хунтелару. Попри це, 12 березня 2009 року Джібі Фалль за € 3500 тисяч перейшов в московський «Локомотив». На цей момент він був найкращим бомбардиром чемпіонату з 11 голами в 18 матчах.
Фалль підписав з «Локомотивом» контракт на 3 роки і отримав футболку з 19 номером. До нової команди Фалль зміг приєднатися лише 18 березня 2009 року, пропустивши, через проблеми з отриманням російської візи, 1 тур чемпіонату Росії. У той же день провів перше тренування у футболці «Локо». Тренери «Локомотива» після обстеження дуже схвально відгукувалися про фізичні кондиції гравця. 22 березня Джібі Фалль дебютував у чемпіонаті Росії в гостьовій грі 2 туру проти «Ростова», вийшовши на заміну на 74 хвилині. Він взяв участь у гольовій атаці на 3 доданій до основного часу матчу хвилині, завдяки якій «Локо» добився нічиєї 1:1. У дебютному матчі Фалль отримав оцінки від газет: 5,5 від «СЕ» і 6,0 від «Советского спорта» (за 10-бальною шкалою). У стартовому складі Фалль вперше вийшов 12 квітня у гостьовому матчі 4 туру проти ЦСКА. Матч закінчився перемогою ЦСКА з рахунком 4:1, Фалль відіграв весь матч і отримав оцінки 5,0 від «СЕ» і 4,5 від «Советского спорта».
20 березня 2009 року, відразу ж після переходу в «Локомотив», Фалль вперше отримав виклик в національну збірну на товариські матчі з Оманом (28 березня) і Іраном (1 квітня).
Взимку 2010 року був відданий в оренду норвезькому «Молде» до кінця серпня 2010 року. За підсумками чемпіонату Норвегії став найкращим снайпером забивши 16 м'ячів у 28 матчах.
Повернувшись до «Локо» на початку 2011 року Фалль знову не зміг завоювати місце в команді і влітку того ж року був відданий в оренду до «Оденсе», з якого і перейшов у російський клуб.
На початку 2012 року Фалль на правах вільного агента покинув Москву і підписав контракт з бельгійським «Локерен», якому допоміг стати володарем кубка Бельгії і кваліфікуватись у єврокубки.
На початку серпня 2012 року Фалль перейшов у склад новачка німецької бундесліги — клуб «Гройтер».

## Особисті досягнення та нагороди
- Найкращий гравець чемпіонату Данії: 2008[12]
- Найкращий гравець місяця чемпіонату Данії (2): липень-серпень (2008-09)[13], вересень (2008-09)[14]
- Найкращий бомбардир чемпіонату Норвегії[34]: 2010
- Володар кубка Бельгії: 2011-12

## Приватне життя
Один з його старших братів — теж футболіст, грає в Марокко. Мати живе в Сенегалі. Джібі, за власними словами, мріє грати в чемпіонаті Англії. З дитинства вболіває за «Челсі», кумиром вважає Тьєррі Анрі. Найсильнішими гравцями на своїй позиції вважає Дідьє Дрогба з «Челсі», Фернандо Торреса з «Ліверпуля» і Самюеля Ето'О з «Інтера». Крім футболу, любить баскетбол.
Не одружений.